# Riera del Roquís
La Riera del Roquís o Riera de Castellvell, ja que ve d'aquell poble, és un curs fluvial del terme de Reus a la comarca catalana del Baix Camp.
S'origina a Castellvell, on se l'anomena també riera del Roquís, de la unió entre el barranc de la Roureda i el barranc de la Llenguadera, i fa frontera entre els termes de Reus i Castellvell durant quasi mig quilòmetre, cap a la banda dels Cinc Ponts, al nord de Les Tries, territori ara ocupat per la urbanització El Pinar, i es reuneix amb la Riera de la Vidaleta, per formar totes dues la Riera de la Beurada. Aquesta unió és artificial, feta per l'Ajuntament de Reus el 1848, per tal d'evitar l'aïllament d'una part de la ciutat quan plovia torrencialment. L'aigua d'aquesta riera consta que l'ajuntament de Reus (el Comú), la comprava a Castellvell a partir de 1605 per a abastir la població.